# 223
Правління імператора Александра Севера у Римській імперії. У Китаї триває період трьох держав, найбільшою державою на території Індії є Кушанська імперія, у Персії доживає останні роки Парфянське царство.
На території лісостепової України Черняхівська культура. У Північному Причорномор'ї готи й сармати.

## Події
- Помер засновник держави Шу Лю Бей.
- Радник Шу Чжуге Лян укладає мир з державою У.
- Засноване місто Ухань.

## Народились
- Цзі Кан

## Померли
- Лю Бей
- Цао Жень